# Ultimae Records
Ultimae Records est un label musical français indépendant, fondé en 1999 à Lyon, spécialisé dans le genre ambient.

## Historique
En 1999, le groupe Asura prépare son premier album, Code Eternity. Plusieurs labels se montrent intéressés, mais aucun ne donne son feu vert. C'est alors que Vincent Villuis, un des membres du groupe, décide de créer son propre label. Il rencontre Sandrine Gryson, qui deviendra manager du label. Ensemble, ils fondent Infinium Records, un nom qu'ils seront contraints d'abandonner 18 mois plus tard pour des raisons légales. Dès lors, le label prend le nom d'Ultimae Records.

### Fahrenheit Project
Fahrenheit Project est une série de sept compilations d'ambient aux influences techno et trance, publiées entre 2001 et 2011. Y figurent des artistes nouveaux dans le label ou la composition musicale.

## Artistes notables
- Aes Dana (Ambient) (de)
- Asura
- Carbon Based Lifeforms
- Connect.Ohm
- Cell
- Hol Baumann
- H.U.V.A. Network
- James Murray[5]
- Lars Leonhard
- Master Margherita
- Mizoo
- Martin Nonstatic
- Robert Rich
- Scann-Tec
- Solar Fields